# Firefly (aerolínea)
Firefly es una aerolínea de vuelos punto a punto y filial de Malaysia Airlines. Asegura ser la primera aerolínea de la comunidad de Malasia. Firefly opera principalmente desde dos aeropuertos - Aeropuerto Sultan Abdul Aziz Shah, Subang, Selangor y el Aeropuerto Internacional de Penang. El primer vuelo de la aerolínea fue el 3 de abril de 2007 desde Penang a Kota Bharu.

## Dirección y operación
Aunque Firefly es filial completa de Malaysia Airlines, tiene una directiva independiente, denominada FlyFirefly Sdn.Bhd. Firefly se centra en servir las creciente y dinámicas regiones de Malasia, Indonesia, Tailandia y Singapur, habitadas por más de 70 millones de personas.
Idris Jala, director ejecutivo de Malaysia Airlines, hablando brevemente del negocio y presentando el logo de la nueva compañía el 16 de marzo de 2007, dijo que Firefly trabajaría con MAS en abrirse hueco en el mercado aéreo durante los cinco años siguientes. El núcleo de mercado incluía mercados de Norteamérica, Sudamérica y Sudáfrica.

## Destinos

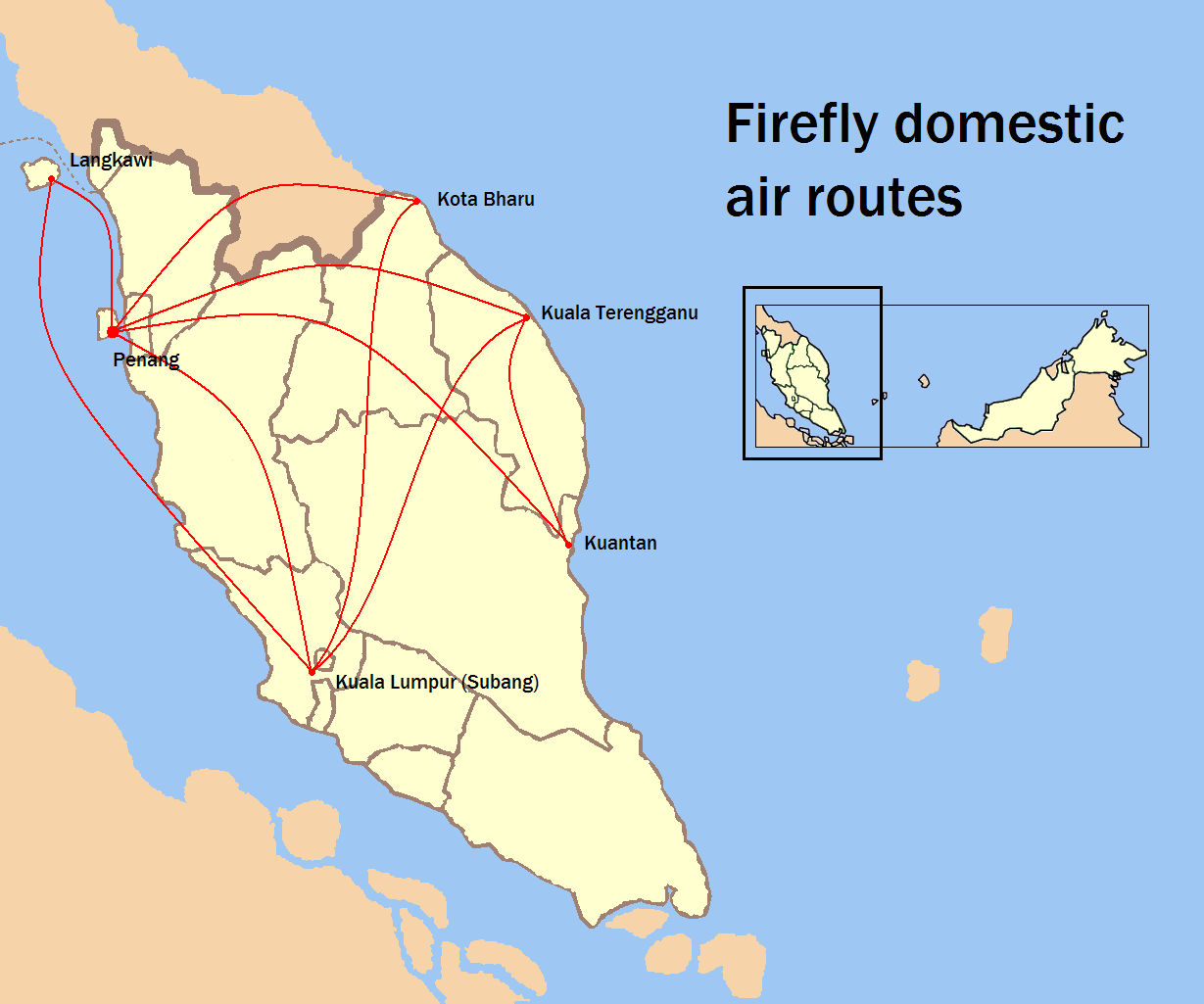
Mapa de rutas nacionales de Firefly en enero de 2008.

Firefly vuela desde dos bases, Penang y Subang en Kuala Lumpur. Los destinos domésticos desde Penang son Langkawi, Kota Bharu, Subang, Kuala Terengganu y Kuantan catorce veces a la semana así como a Koh Samui y Phuket en Tailandia siete veces a la semana. Los vuelos que parten de Subang son Penang, Langkawi, Alor Setar, Johor Bahru, Kuala Terengganu y Kota Bharu, Singapur, Koh Samui en Tailandia y Pekanbaru en Indonesia. Sin embargo, Firefly anunció el 8 de marzo de 2009 que los vuelos desde Penang a Kuala Terengganu, Kota Bharu, Koh Samui y Kuantan serían suspendidas temporalmente.

### Indonesia
- Batam (Aeropuerto Hang Nadim)
- Banda Aceh (Aeropuerto Sultan Iskandarmuda)
- Medan (Aeropuerto Internacional Polonia)
- Padang (Aeropuerto Internacional Minangkabau)
- Pekanbaru (Aeropuerto Internacional Sultan Syarif Qasim II)

### Malasia
- Alor Setar (Aeropuerto Sultan Abdul Halim)
- Ipoh (Aeropuerto Sultan Azlan Shah)
- Johor Bahru (Aeropuerto Internacional Senai)
- Kerteh (Aeropuerto de Kerteh)
- Kota Bharu (Aeropuerto Sultan Ismail Petra)
- Kuala Terengganu (Aeropuerto Sultan Mahmud)
- Kuantan (Aeropuerto Sultan Haji Ahmad Shah)
- Langkawi (Aeropuerto Internacional de Langkawi)
- Penang (Aeropuerto Internacional de Penang) Hub secundario
- Subang (Aeropuerto Sultan Abdul Aziz Shah) Hub principal

### Singapur
- Singapur (Aeropuerto de Singapur Changi)

### Tailandia
- Koh Samui (Aeropuerto de Samui)
- Phuket (Aeropuerto Internacional de Phuket)

### Destinos futuros
La aerolínea planea utilizar el Aeropuerto Batu Berendam en Melaka para ampliar su base. Las nuevas rutas planificadas son Subang-Bengkulu, Subang-Jambi, Subang-Pangkal Pinang,Penang-Krabi y Penang-Huahin.
La aerolínea tiene derechos de vuelo de Singapur a Subang, Penang, Kuantan, Terengganu, Ipoh y Malacca.

### Números de vuelo
Los códigos numéricos de vuelo de Firefly son acordes a la región geográfica a la que se vuele. Los vuelos en código compartido portan números diferentes en la tercera columna para identificar a los diferentes colaboradores.
| Banda de Alcance  | Mercado                                         |
| ----------------- | ----------------------------------------------- |
| FY 1000 - FY 1999 | Domésticos : desde Penang (excluyendo a Subang) |
| FY 2000 - FY 2999 | Domésticos : Desde Subang (incluyendo a Penang) |
| FY 3400 - FY 3499 | Indonesia                                       |
| FY 3500 - FY 3599 | Singapur                                        |
| FY 3600 - FY 3699 | Tailandia                                       |
| FY 6000 - FY 6999 | Vuelos adicionales                              |

## Flota

### Flota Actual
La flota de Firefly consiste de los siguientes aviones, con una edad media de 12.7 años (a enero de 2023):
| Avión          | En servicio | Pedidos | Opciones | configuración de asientos | Rutas                                  | Notas                 |
| -------------- | ----------- | ------- | -------- | ------------------------- | -------------------------------------- | --------------------- |
| ATR 72-500     | 9           | 3       | 10       | 72                        | Domesticas-Regionales de corto alcance | Reemplazó : Fokker 50 |
| Boeing 737-800 | 4           | -       |          |                           |                                        |                       |
| Total:         | 13          |         |          |                           |                                        |                       |

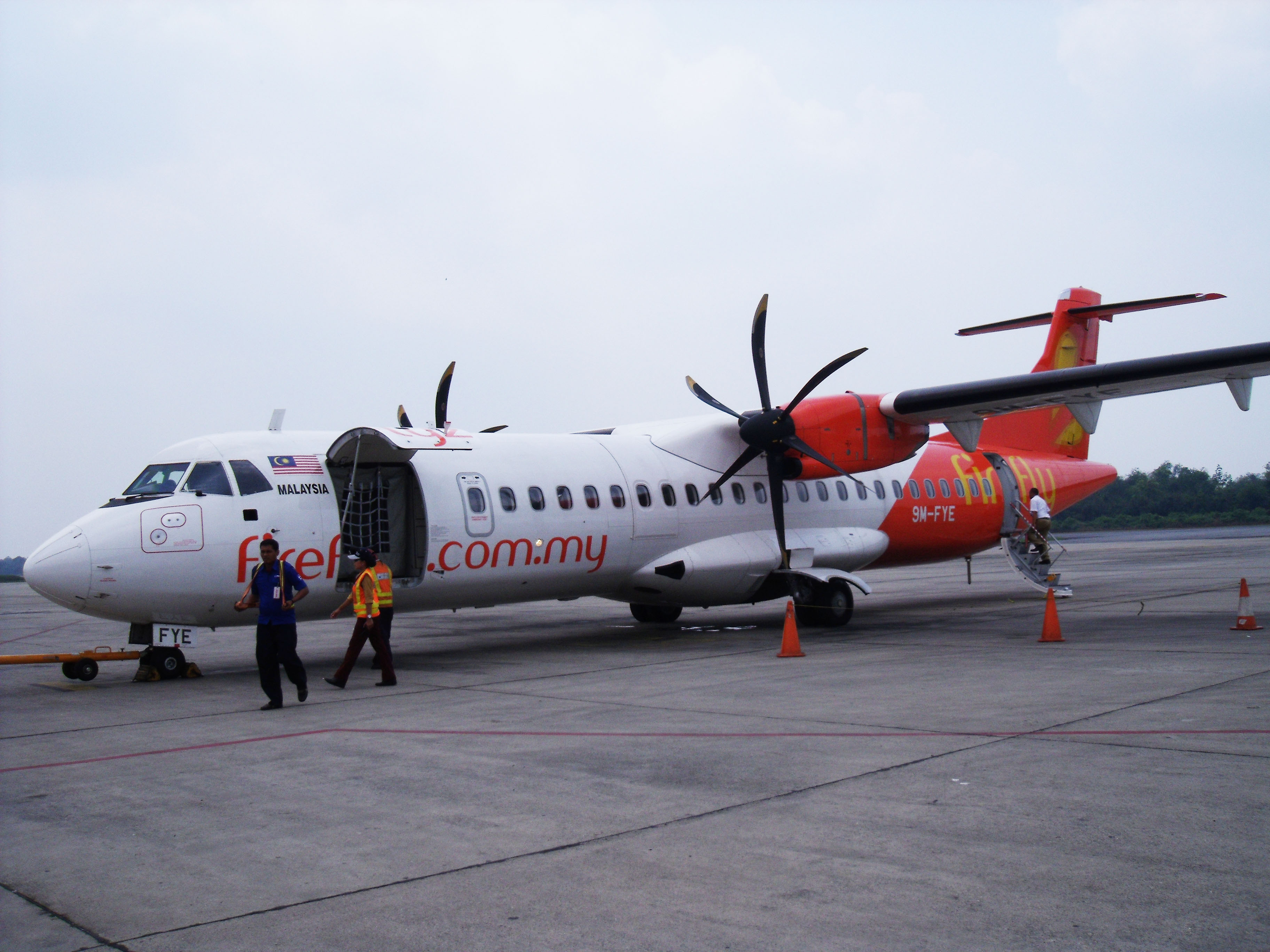
ATR72-500 de Firefly en el Aeropuerto de Riau.

Firefly comenzó a operar con dos Fokker F50 de cincuenta asientos.
Firefly amplió sus operaciones el 29 de octubre de 2007 desde Penang a Subang.
Firefly también recibió un tercer Fokker F50 alquilado para ampliar sus vuelos.
El 26 de junio de 2007, MAS f9rmó un acuerdo para la adquisición de diez ATR 72-500 con opción a diez más que fueron ejercidas, para reemplazar los F50. Los aviones comenzaron a llegar en agosto de 2008, con cinco aviones en 2008, cinco en 2009, cuatro en 2010 y el resto en 2011. El primer ATR 72 llegó el 11 de agosto de 2008; Firefly reemplazó todos sus Fokker 50 a finales de 2008.

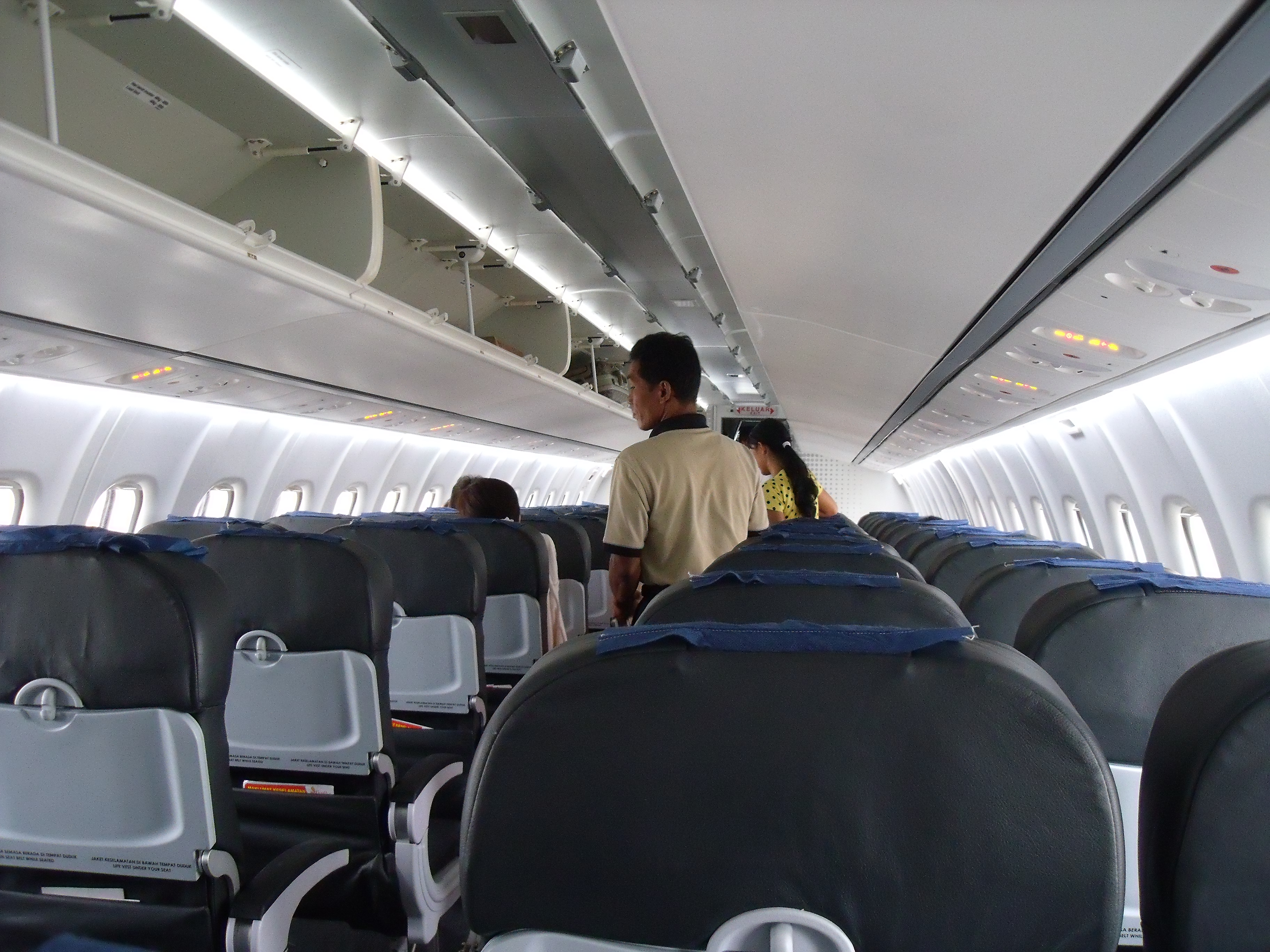
Interior de un ATR72-500 de Firefly.